# Mâna de lucru salariată
Munca pentru salariu, munca salariată , sau forța de muncă salariată este acea relație socio-economică dintre un muncitor pe contul altcuiva (denumit pe scurt, angajat) și un angajator (denumit și antreprenor), relație prin intermediul căreia primul vinde celui de-al doilea, forță de muncă printr-un contract de muncă, formal sau informal. Aceste tranzacții au loc de obicei în cadrul pieței forței de muncă, acolo unde remunerațiile sau salariile, sunt determinate de către bursa pieței. În schimbul  salariului, ceea ce se produce prin acea munca devine (în general), proprietate a angajatorului, cu excepția unor cazuri speciale, cum ar fi in cazul dreptului de proprietate asupra brevetelor în lumea proprietății intelectuale din Statele Unite, unde recunoașterea unui brevet se atribuie de obicei acelei persoane care este de fapt inventatorul original. Un lucrător salariat este o persoană a cărei principală sursa de venit o constituie vânzarea de forță (fizică sau mentală) de muncă
În prezent, este principala formă de ocupare a forței de muncă în economiile mixte moderne, asa cum ar sunt cele ale țărilor din cadrul OCDE. În ciuda faptului că majoritatea actelor de muncă se produc în conformitate cu această structură, acorduri de muncă intre manageri, angajați profesioniști și angajați profesioniști prin contract, pot avea denumiri speciale sau de clasă, așa că de obicei se atribuie termenul de "salariat" doar persoanelor ce-și vând forță de muncă semi-calificată sau forță de muncă manuală.